# Albertus van Gruisen
Albertus van Gruisen (Kleinemeer, 1741 – Leeuwarden, 25 januari 1824) was een Nederlandse orgelbouwer.

## Leven en werk
Van Gruisen bouwde in 1776 een orgel voor een kerk in zijn geboorteplaats. In 1777 wordt hij al genoemd door organist Jacob Wilhelm Lustig. In 1778 verhuisde hij voor enkele jaren naar Meppel. In 1782 vestigde hij zich in Leeuwarden en trad in dienst van de bekende orgelbouwer Albertus Antoni Hinsz. Als zelfstandig orgelmaker bouwde hij kerkorgels in vooral Friesland. Hij was getrouwd met Catharina Willems. Zijn zonen Johannes van Gruisen en Willem van Gruisen (1788-1843) werden orgelbouwers. Die laatste zette in 1824 de firma A. van Gruisen & Zonen voort. De orgelmakerij werd in 1843 overgenomen door Willem Hardorff.

## Orgels (selectie)
| Jaar | Plaats        | Kerk                                     | Afbeelding | Opmerkingen |
| ---- | ------------- | ---------------------------------------- | ---------- | --- |
| 1783 | Harlingen     | Sint-Michaëlkerk                         |            | In 1868 werd het orgel vervangen door een Adema-orgel |
| 1784 | Roordahuizum  | Vincentiuskerk                           |            | |
| 1786 | Sneek         | Doopsgezinde kerk                        |            | Orgel in 1847 uitgebreid door J.C. Scheurer |
| 1788 | Bolsward      | Martinuskerk                             |            | Het orgel werd in 1876 vervangen en in 1934 verkocht aan de Mariakerk in Helmond (Brouwhuis).                                                                 |
| 1790 | Heerenveen    | Hervormde kerk (gesloopt)                |            | Orgel in 1861 verbouwd door Van Dam. In 1972 geplaatst in Marturiakerk te Assen. In 2011 geplaatst in de kerk Real Oratorio del Caballero de Gracia te Madrid |
| 1794 | Ee            | Kerk van Ee                              |            | Orgel in 1951 geplaatst in kerk te Burgh (Schouwen-Duiveland)                                                                                                 |
| 1795 | Hichtum       | Kerk van Hichtum                         |            | |
| 1798 | IJsbrechtum   | Kerk van IJsbrechtum                     |            | |
| 1799 | Jorwerd       | Sint-Radboudkerk                         |            | |
| 1802 | Roodhuis      | Sint-Martinuskerk                        |            | Orgel in 1928 afgebroken |
| 1803 | Marssum       | Sint-Pontianuskerk                       |            | |
| 1805 | Oosternieland | Nicolaaskerk                             |            | Kabinetorgel, omstreeks 1907 in deze kerk geplaatst |
| 1808 | Dokkum        | Rooms-katholieke schuilkerk (Hoogstraat) |            | In 1923 verplaatst naar Gereformeerde kerk in Boerakker. In 2005 geplaatst in de kerk van Wadenoijen.                                                         |
| 1811 | Hallum        | Grote of Sint-Maartenkerk                |            | |
| 1811 | Jellum        | Hervormde kerk                           |            | Orgel in 1893 afgebroken |
| 1811 | Woudsend      | Sint-Michaëlkerk                         |            | Geplaatst in 1840 |
| 1819 | Friens        | Kerk van Friens                          |            | Ingebruikneming te Friens 2001 |
| 1820 | Genemuiden    | Grote Kerk                               |            | In 1882 door brand verwoest |
| 1821 | Donkerbroek   | Gereformeerde kerk                       |            | |